# Foussemagne
Foussemagne es una comuna francesa situada en el departamento del Territorio de Belfort, de la región de Borgoña-Franco Condado.
Los habitantes se llaman Foussemagniens.

## Geografía
Está ubicada a 10 km al este de Belfort y forma parte de la aglomeración urbana de esta ciudad. Está fronteriza del Alto Rin.

## Historia
Entre 1871 y 1918, estaba fronteriza con Alemania.

## Demografía
| 414 | 465 | 384 | 517 | 509 | 602 | 973 | 921 |
| Para los censos de 1962 a 1999 la población legal corresponde a la población sin duplicidades (Fuente: INSEE [Consultar]) |     |     |     |     |     |     |     |

## Personaliddes vinculadas
- Ludovic-Oscar Frossard, ministro con Léon Blum, fundador del Partido Comunista Francés, nació en Foussemagne en 1889.